# Toni-Leigh Finnegan
Toni-Leigh Finnegan (Belfast, 16 ottobre 2002) è una calciatrice nordirlandese, centrocampista del Cliftonville e della nazionale nordirlandese.

## Carriera

### Nazionale
Finnegan inizia ad essere convocata dalla Federcalcio nordirlandese dal 2017, vestendo inizialmente la maglia della formazione Under-17 impegnata nelle qualificazioni all'Europeo di Lituania 2018, marcando in quell'occasione 2 presenze nella prima fase senza che la sua nazionale riuscisse ad accedere al turno successivo. Rimasta in quota anche per le successive qualificazioni all'Europeo di Bulgaria 2019, condivide con le compagne il percorso che vede la sua nazionale superare il primo turno ma fallire l'accesso alla fase finale. In quell'occasione Finnegan va anche a segno per la prima volta per l'Irlanda del Nord, siglando una tripletta nella vittoria per 5-0 del 18 ottobre 2018 sulle pari età del Kazakistan.
Sempre del 2019 è la sua prima chiamata in Under-19, inserita in rosa dal tecnico federale Alfie Wylie con la squadra che affronta le qualificazioni all'Europeo di Georgia 2020. Nel torneo Finnegan scende in campo in tutti i tre incontri della prima fase, siglando la sua prima rete in U-19 nel 6-0 inflitto alla Moldavia il 5 ottobre e aiutando così la sua nazionale ad accedere al turno successivo, tuttavia, pur conquistando la possibilità di disputare la fase élite, il torneo viene annullato come misura di prevenzione al diffondersi della Pandemia di COVID-19 in Europa.
Nel 2020 il commissario tecnico Kenny Shiels la convoca per la prima volta in nazionale maggiore inserendola nella rosa della squadra impegnata all'edizione inaugurale della Pinatar Cup, impiegandola nel torneo in due su tre incontri, debuttandovi il 27 marzo 2020, appena diciassettenne, rilevando Julie Nelson all'inizio del secondo tempo dell'incontro perso 4-0 con l'Ucraina. Quest'ultimo, dopo averla brevemente impiegata nel corso delle qualificazioni all'Europeo di Inghilterra 2022 e dove Finnegan contribuisce alla storica impresa che vede per la prima volta nella storia della nazionale femminile nordirlandese ottenere l'accesso a una fase finale di un campionato europeo, causa indisponibilità per infortunio è costretto a non inserirla nella lista delle 23 calciatrici in partenza per EURO 2022. Shiels tuttavia non le nega la fiducia, convocandola, pur senza impiegarla, con costanza, facendola scendere in campo nuovamente il 6 settembre 2022 nella vittoria per 3-1 sulla Lettonia, incontro valido per le qualificazioni, nel gruppo D della zona UEFA, al Mondiale di Australia e Nuova Zelanda 2023.

## Palmarès

### Club
- Campionato nordirlandese: 1

Cliftonville: 2022